# Эвалар
Эвалар — фармацевтическое предприятие, крупнейший российский производитель биологически активных добавок. По оценке DSM Group, по итогам шести месяцев 2014 года доля биодобавок «Эвалара» на российском рынке составляет 17%. Штаб-квартира и производственные мощности расположены в Бийске, Алтайский край.

## История

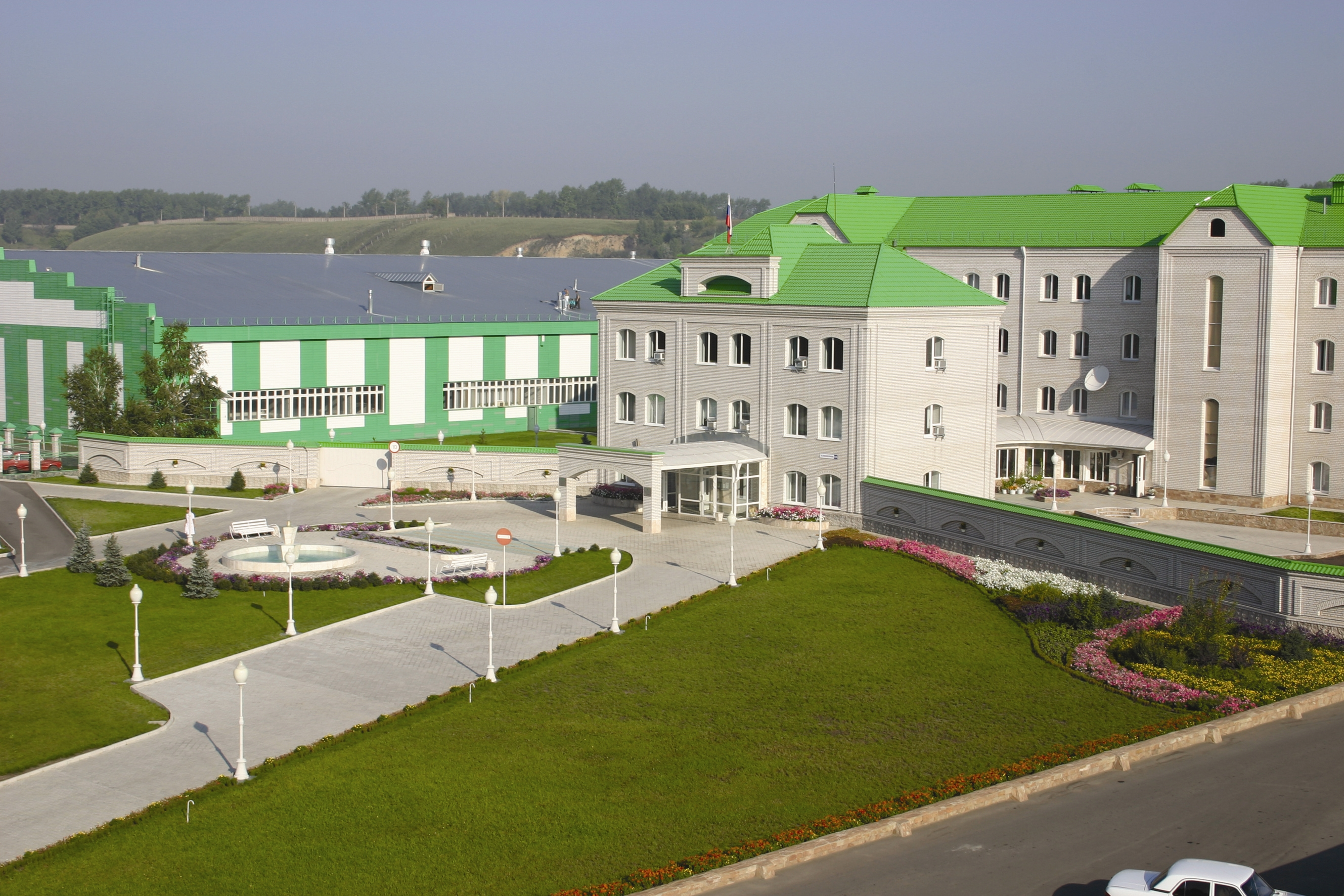
Производственный комплекс «Эвалара»

Компания создана в 1991 году на базе ФНПЦ «Алтай». Акционированное предприятие возглавила Лариса Прокопьева, тогда старший научный сотрудник и руководитель технологической группы ФНПЦ. В результате конверсии предприятие перешло от производства холодных газов для военной промышленности к выпуску сперва жевательной резинки, а после декоративной косметики в партнёрстве с польской компанией Polena. Название новой фирмы образовано соединением имён двух женщин-руководителей: Эва — Эва Дамбровска — и Лар — Лариса Прокопьева.
Через три года «Эвалар» из-за конкуренции на рынке косметики перешёл к производству лекарственных средств. Не имея достаточных средств для вывода на рынок новых брендированных препаратов, компания освоила выпуск брикетов лекарственных трав, а позднее получила патент на промышленную технологию переработки алтайского мумиё и так вышла на относительно свободную нишу биодобавок. К тому же сертификация БАДов не требовала долгих клинических испытаний и согласований. Вторым успешным препаратом стал БАД из пищевой микроцеллюлозы «Анкир-Б», служивший, как и популярный в то время «Гербалайф», средством для похудения. 
В 1996 году «Эвалар» начал размещать рекламу в федеральных изданиях, что увеличило выручку вдвое, до 17 млн рублей. В 1997 году выручка удвоилась. В 1998 году выросла до 78 млн рублей, а через три года составила 138 млн рублей. Компания ежегодно вкладывала в рекламу 12-15% дохода. В 2013 году на маркетинг было потрачено 2,5 млрд рублей, что поставило «Эвалар» на 21-е место в рейтинге крупнейших рекламодателей России.
В 2002 году «Эвалар» инвестировал 450 млн рублей собственных средств в строительство заводского комплекса, соответствующего требованиям международных стандартов качества GMP. Завод заработал через два года. Кроме того, производителю принадлежат плантации трав в предгорьях Алтая площадью 1 тыс. га, что обеспечивает собственным сырьём на 30%, остальное (экстракты трав, витамины, аминокислоты) компания закупает за границей.
С 1994 года компания развивает свою аптечную сеть. Хотя, по собственному заявлению компании, этот бизнес малорентабелен (6%), они рассматривают свои 25 аптек, в том числе 6 в Москве и 14 в Бийске, как инструмент поддержки бренда и центр бесплатных консультаций по своей продукции. «Эвалар» — обладатель звания «Народная марка» в 2009, 2011 и 2013 годах.
После 2013 года данные о финансовых показателях компании недоступны.
В 2018 году «Эвалар» приступил к поставкам продукции в Австралию.

## Продукция

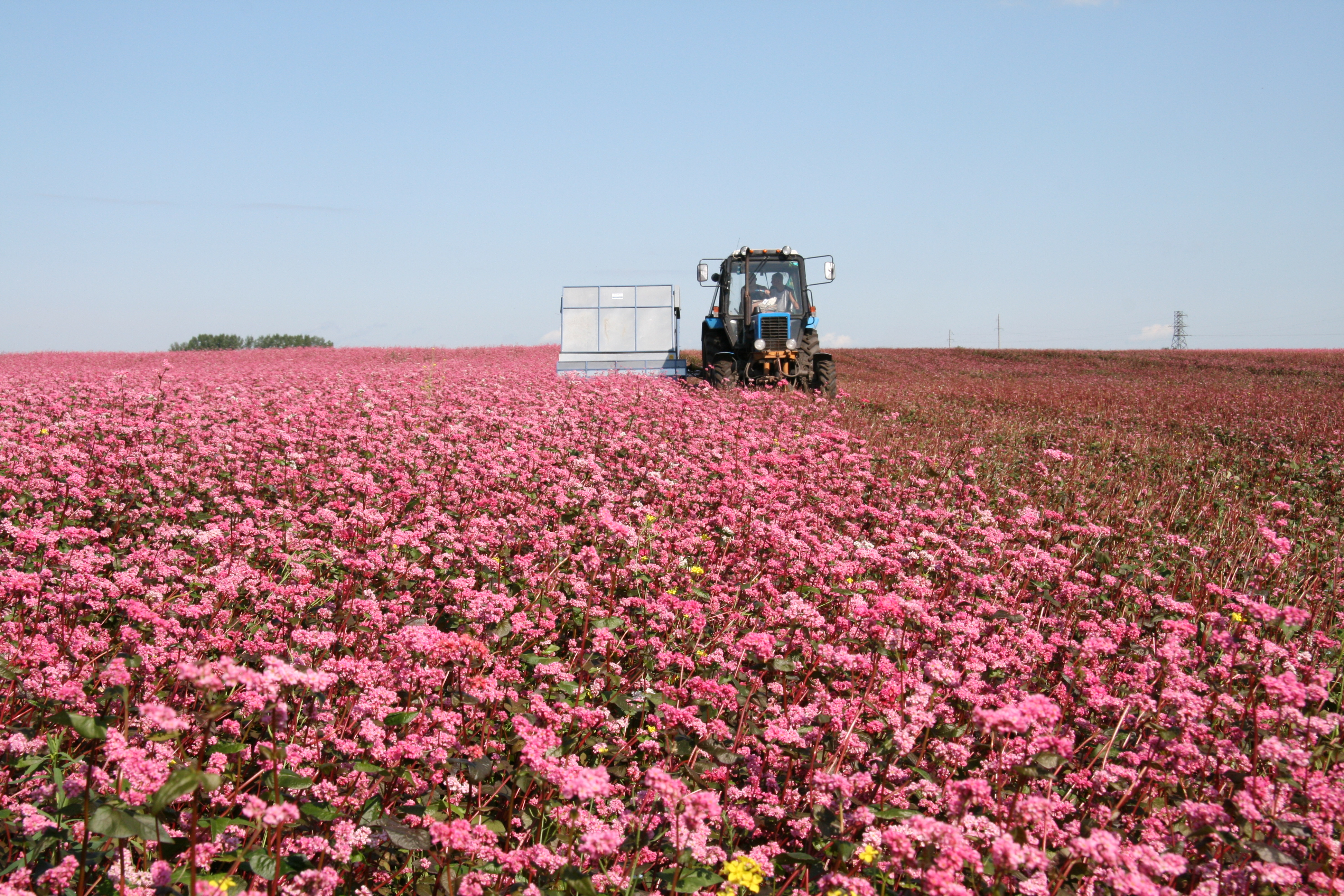
Плантации гречихи. Уборка урожая

Основная продукция компании — это биологически активные добавки различных форм выпуска на природном сырье растительного, минерального и животного происхождения. В 2012 году было произведено 1,5 млрд таблеток и капсул. В каталоге компании около 200 наименований; Самый популярный товар — биодобавки «Турбослим» — занимает около 25 % в объёме всех продаж в портфеле компании.
По данным компании на 2013 год её продукция реализуется в 23 странах, доля поставок за рубеж — 10 %. Впервые поставлять продукцию за рубеж «Эвалар» начал в 2004 году, начал с СНГ и стран Балтии. С 2010 года появился в Германии и Чехии. На рынок США «Эвалар» вывел 12 препаратов, получив международный сертификат на соответствие производства стандартам качества GMP. Летом 2014 года компания прошла австралийскую сертификацию TGA (Therapeutic Goods Administration).

## Нарушения законодательства и санкции
В 2005—2006 годах Федеральная антимонопольная служба признала компанию «Эвалар» виновной в недобросовестной конкуренции и лишила исключительных прав на название «Красный корень», разрешив другим компаниям использовать это словосочетание.
В 2008 году в Приморском крае в партии БАД «Эвалара» были обнаружены дрожжи и плесень, а в августе 2009 года Роспотребнадзор по Омской области выявил нарушения гигиенических требований при обороте продукции «Эвалар». Обнаружено, что информация на листках-вкладышах в БАДах «Овесол», «Черника форте с витаминами и цинком», «Гинкго билоба» не соответствует информации, согласованной при получении сертификатов соответствия Системы добровольной сертификации. Также в БАДе «Черника форте с лютеином» содержание биологически активного компонента (цинка) не соответствовало нормативным документам — оно было заниженным.
Федеральная антимонопольная служба неоднократно признавала рекламу некоторых препаратов «Эвалара» ненадлежащей и нарушающей действующее законодательство, поскольку БАД «Глицин Форте Эвалар», «А/Д Минус», «Инулин Форте Эвалар», «Турбослим» — рекламировались как лекарственные средства, вводя потребителей в заблуждение. Также в рекламе были указаны не соответствующие действительности сведения о преимуществах БАДа «Глицин Форте Эвалар» перед лекарственным средством «Глицин». . В 2013 году Роспотребнадзором предъявлялись такие же обвинения в отношении биодобавок «Ци-Клим», «Пустырник Форте», «АД минус» и «Инулин Форте Эвалар». Там отметили, что их эффективность ничем не подтверждена, поэтому заявления компании являются введением в заблуждение потребителей.. 
В рекламе средства «АД минус» сообщалось, что входящие в его состав экстракты растений предупреждают повышение артериального давления и помогают защитить сосуды. В рекламе «Инулина форте» говорилось, что он снижает риск развития сахарного диабета и возникновения его осложнений. Однако, согласно закону «О рекламе», реклама БАДов и пищевых добавок не должна создавать впечатление, что они являются лекарственными средствами или обладают лечебными свойствами. Комиссия ФАС выдала обязательное для исполнения предписание о прекращении распространения недостоверной рекламы.
В 2016 комиссия Московского УФАС России признала рекламу препарата «Эндокринол» ненадлежащей и нарушающей действующее законодательство. В рекламе препарата «Эндокринол» содержалось некорректное сравнение с продукцией конкурентов.

## Критика
Врач-кардиолог Сергей Агарков критиковал компанию:
- за отсутствие сведений о качественных доказательствах эффективности продукции;
- представление в рекламе биологически активных добавок как лекарственных средств;
- за отсутствие сведений о количествах действующего вещества в продукции.

Некоторые наименования своих продуктов компания выпускает в двух видах (как лекарственное средство и как БАД), что может вводить потребителей в заблуждение.
В 2017 году британский производитель косметики «DR. ORGANIC LTD» добился запрета ЗАО «Эвалар» использовать бренд «Доктор органик».
В марте 2019 года Росздравнадзор и пресса обвиняли производителей БАДов в попытках брендировать свою продукцию таким образом, чтобы названия были схожи с лекарствами.

## Перспективы
В 2013 году «Эвалар» планировал инвестировать 3 млрд руб. собственных средств в фармацевтический комплекс по производству твёрдых лекарственных средств мощностью 6 млрд таблеток и капсул в год (в четыре раза больше, чем составили продажи 2012 года). Завод со складом займёт 3 га на территории существующего производства. Планировалось, что завод заработает в 2017 году, к 2020 выйдет на проектную мощность и окупится ещё через три года.
ООО «Биофарматор», подконтрольное ЗАО «Эвалар», строит в Новоалтайске биотехнологический комплекс по глубокой переработке пшеницы стоимостью 5,55 млрд руб. Предприятие сможет обрабатывать до 200 тысяч тонн зерна и выделять аскорбиновую кислоту, субстанции глюкозы, сорбит, крахмал, клейковину и кормовой дрожжевой белок. Выход на проектную мощность планировался на IV квартал 2015 года.

## Владельцы и руководство
Контроль над предприятием принадлежит гендиректору Ларисе Прокопьевой и её семье. С 50 % в 1992 году в результате допэмиссий она довела к 2002 году свою долю до 76 %. Муж Сергей Прокопьев руководит в компании строительством, сын Александр до избрания в Государственную Думу в 2011 году был директором по стратегическому развитию, дочь Наталия — председатель совета директоров и глава московского представительства. По данным на 5 декабря 2013 года совладельцами компании выступали 23 гражданина России (95,83 %) и ЗАО НПК «Алтай» (4,17 %).